# Pablo Aveleyra Arroyo de Anda
Pablo Aveleyra Arroyo de Anda (Ciudad de México, 31 de mayo de 1934 - 25 de mayo de 2019) fue economista, escritor, periodista y fotógrafo, fue el hijo menor del Dr. Manuel Aveleyra y su esposa, Teresa Arroyo de Anda.  Fue hermano de Manuel, médico; Luis, arqueólogo, y Teresa, escritora y poeta, todos de apellidos Aveleyra Arroyo de Anda. Casado con Mónica Jiménez Perezcano, fueron padres de Fernanda, bloguera, escritora y poeta; Paula, quien estudió relaciones internacionales y es experta en cultura digital, e Inés Aveleyra Jiménez. Pablo y Sofía Correnti son sus nietos.  

## Biografía
Aveleyra Arroyo de Anda estudió la Licenciatura en Economía en el Instituto Tecnológico Autónomo de México (ITAM), institución que lo galardonó en 2004 con el reconocimiento Carrera al Universo y Mérito Profesional en el apartado “Mérito profesional sector privado”.  Tras un breve periodo de trabajo en la Secretaría de Comunicaciones y Obras Públicas, entró a Banamex, donde trabajó 43 años (1956-1999). Fue investigador, subgerente, gerente, subdirector y director de Estudios Económicos que, a partir de 1981, cuando fundó el Departamento de Estudios Sociales, se transformó en la División de Estudios Económicos y Sociales.
Formó muchas generaciones de investigadores, conferencista y divulgador de la economía, la sociología, la historia y las finanzas de México. Al mismo tiempo desarrolló gusto por el arte, la arqueología, la fotografía, la lectura, la música y los viajes. Durante más de medio siglo retrató conventos e iglesias del siglo XVI, en especial los del centro de México. Con una rigurosa selección de sus fotos, creó y editó en 2004 su libro Almenas, cruces y paisajes.
En diversas ocasiones se desempeñó como maestro de asignatura en el ITAM, en la entonces Escuela de Economía de la UNAM y en la Acatlán, cuando era ENEP.

## Citas
La escritura es, sin duda, la herramienta más poderosa para transmitir, conservar y liberarse de ideas, sensaciones, recuerdos, emociones. La permanencia y la fuerza de las palabras le dan esa potestad.
Mexicano por los cuatro costados, de muchas generaciones atrás. Familia de médicos, abogados, escritores, boticarios, periodistas y poetas. Ninguno rico. Uno que otro muerto de hambre… 
(Refiriéndose a los conventos del siglo XVI): ¡Qué emoción encontrarlos!, ¡qué placer recorrerlos y descubrir los mejores ángulos de la fachada, del claustro, de la capilla abierta, de la cruz atrial, del labrado de la piedra! Hallé edificios en magnífico estado de conservación y la mayoría, por desgracia, ruinosas o echadas a perder, por los hombres o por el tiempo. Otros ya no existen… 
Lo más fácil es fallar, pues hay muchas maneras de equivocarse; en cambio, lograr lo estable y virtuoso depende de demasiados factores, situación que vuelve frágiles a las creaturas humanas. El futuro se percibe tan inseguro –y a tan corto plazo- que muchos se esfuerzan por conseguir todo lo que pueden ahora, indiferentes al bienestar de los otros… 
La primera vez que los españoles oyeron la palabra México fue en 1518, durante la expedición de Juan de Grijalva. Y la ocasión inicial en que fue escrita fue por Hernán Cortés, en su Segunda Carta de Relación, en 1520. En la cuarta década del siglo XVI ya se emplea como equivalente del nombre de Nueva España. 
El camino de hierro a Veracruz produce cambios inmediatos en la industria pulquera por la concurrencia de más localidades productoras, sucede una asombrosa acumulación de la bebida en la capital, con el consiguiente desplome de precios. 
La razón para elegir el bien común puede ser sinrazón al optar por cañones, sacrificando el bienestar del pueblo, caso de la dictadura norcoreana. Aquí hemos elegido tortillas en vez de armamento, ¡excelente!, pero hay que eliminar dos enormes derramaderas: la ineficiencia oficial y la corrupción. 
Adopto la fórmula de Jean-François Revel: la idea de política consiste en desentenderse de ver lo que ya no existe y aprender a ver lo que existe para que, llegado el caso, se actúe en consecuencia.  De donde se aplica al verdadero político lo que escribe Disraeli: “Un estadista no debe preocuparse por lo que son, o han sido, sus opiniones sobre tal o cual tema; debe solamente preguntarse qué medidas útiles, beneficiosas y realistas pueden aplicarse 
Mal nos va en comparaciones internacionales en casi todos los indicadores. Algunos ejemplos: México ocupa el 10° sitio mundial por número de pobladores y el 15° por tamaño del producto interno bruto, pero en ingreso nacional por cabeza figura en el 70°. Estamos en el 56° en ciencia, técnica e investigación. Grado de pobreza, 2018, comparación con 171 países, la República se ubica en 142 con 46% de habitantes afectados. 
Alberto J. Pani, titular de varias secretarías de Estado —la última, Hacienda— entre 1917 y 1933, publica en 1948 el libro Una encuesta sobre la cuestión democrática en México. Alrededor de 60 compatriotas notables responden a su iniciativa y cada uno redacta varias cuartillas sobre el tema, entre ellos Miguel Alessio Robles, Jorge Vera Estañol, Luis Garrido, Luis Cabrera, Salvador Azuela, Francisco Zamora, Antonio Manero y Nemesio García Naranjo. Un alegato de Pani es que el gobierno no puede ni debe ser juez y parte en el proceso electoral, vicio que termina en 1990 con la creación del Instituto Federal Electoral, erigido con el ánimo de dar certeza, transparencia y legalidad a las elecciones federales. Mas no basta. En el entramado de la política nacional, hay características que favorecen el autoritarismo centralizador. 

## Obras
Artículo mensual en la revista Examen de la situación económica de México, publicación del Departamento de Estudios Económicos de Banamex, que dirigió más de 30 años.
Columna En lontananza, publicada quincenalmente en el periódico El Economista.
- 1986 Testimonio al viento, apuntes de dos sexenios. Premiá
- 2001 Memoria que dura: mnemosina doméstica. Ediciones del Ermitaño, Colección Minimalia
- 2003 Onirografías. Ediciones del Ermitaño, Colección Minimalia
- 2003 Revoltijo. Ediciones del Ermitaño, Colección Minimalia
- 2004 Almenas, cruces y paisajes. Artes gráficas Panorama
- 2005 El tuerto es rey. Libros para todos
- 2007 Tres escritos. Edición del autor
- 2009 Ése soy yo. Ediciones del Ermitaño, Colección Minimalia
- 2009 Del tintero. Edición del autor
- 2010 Isaura. Ediciones del Ermitaño, Colección Minimalia
- 2010 Naderías. Ediciones del Ermitaño, Colección Minimalia
- 2011 La casa solariega. Ediciones del Ermitaño, Colección Minimalia
- 2011 Los cuates. Ediciones del Ermitaño, Colección Minimalia
- 2012 Malgré tout. Ediciones del Ermitaño, Colección Minimalia
- 2013 ¡Vaya siglo!. Ediciones del Ermitaño, Colección Minimalia
- 2014 Omilteme. Ediciones del Ermitaño. Colección Minimalia
- 2015 Casa Angelita. Ediciones del Ermitaño, Colección Minimalia
- 2015 Amatlán. Ediciones del Ermitaño, Colección Minimalia
- 2016 Los traductores. Ediciones del Ermitaño, Colección Minimalia
- 2016 Qué bonita familia. Ediciones del Ermitaño, Colección Minimalia
- 2017 Sin ton ni son (Digresiones sin costuras). Ediciones del Ermitaño, Colección Minimalia
- 2018 Familia, la Sagrada, está en la pared colgada (de malamores y porfianzas). Ediciones del Ermitaño, Colección Minimalia